# Saiguède
Saiguède es una comuna (municipio) de Francia, en la región de Mediodía-Pirineos, departamento de Alto Garona, en el distrito de Muret y cantón de Saint-Lys.
Su población en el censo de 2006 era de 689 habitantes.
Está integrada en la Communauté de communes Coteaux du Saves et de l'Aussonnelle.

## Demografía
| 208 | 193 | 204 | 361 | 445 | 524 |
| Para los censos de 1962 a 1999 la población legal corresponde a la población sin duplicidades (Fuente: INSEE [Consultar]) |     |     |     |     |     |